# Sebastian Karpiński
Sebastian Karpiński (ur. 25 października 1981) – polski lekkoatleta chodziarz i zawodnik nordic walking, medalista mistrzostw Polski seniorów oraz mistrzostw świata i Europy w kategorii masters.

## Kariera sportowa
W 2025 roku zdobył brązowy medal na mistrzostwach Polski seniorów w chodzie na 35 km zorganizowanych w Dudincach w ramach zawodów Dudinská Päťdesiatka.
Bierze udział w zawodach z cyklu World Athletics Race Walking Tour, m.in. 6. miejsce w chodzie na 20 km na Lusatian International Race-Walking Meeting 2024.
Startuje w zawodach w kategorii masters. W mistrzostwach Europy i świata w chodzie sportowym zdobył łącznie 6 medali (1 indywidualny i 5 drużynowych), w tym 2 złote. Zdobywca 9 medali mistrzostw Polski na otwartym stadionie oraz halowych w kategorii masters M40 na różnych dystansach, a także zwycięzca międzynarodowych halowych mistrzostw Austrii w kategorii masters na 1500 m (M40, Linz 2024).
Dwukrotnie zdobył mistrzostwo Polski w nordic walking bez podziału na kategorie wiekowe (open): w 2021 roku w Kobylnicy na dystansie 23 km i w 2022 w Puszczykowie na 20 km. Srebrny medalista mistrzostw Europy w nordic walking na 10 km w kategorii M40 z 2024 roku.
Od 2023 roku reprezentant klubu RK Athletics Warszawa. Trenerem jest Robert Korzeniowski.

## Osiągnięcia

### Chód sportowy

#### Seniorzy – krajowe
| Rok  | Impreza                     | Miejsce | Konkurencja           | Pozycja    | Wynik   |
| ---- | --------------------------- | ------- | --------------------- | ---------- | ------- |
| 2025 | Mistrzostwa Polski seniorów | Dudince | chód na 35 kilometrów | 3. miejsce | 3:36:44 |

#### Masters – międzynarodowe
| Rok  | Impreza                                                                       | Miejsce     | Konkurencja                                                                    | Pozycja    | Wynik   |
| ---- | ----------------------------------------------------------------------------- | ----------- | ------------------------------------------------------------------------------ | ---------- | ------- |
| 2023 | 22. Mistrzostwa Europy masters                                                | Pescara     | chód na 10 km drużynowy M40, w drużynie z: Grzegorz Grinholc, Tomasz Lipiec    | 1. miejsce | 2:39:15 |
| 2024 | 19. Mistrzostwa Europy w lekkiej atletyce masters non-stadia                  | Porto Santo | chód na 20 km M40                                                              | 2. miejsce | 2:14:32 |
| 2024 | 19. Mistrzostwa Europy w lekkiej atletyce masters non-stadia                  | Porto Santo | chód na 10 km drużynowy M40, w drużynie z: Leszek Behounek, Tomasz Lipiec      | 2. miejsce | 2:45:08 |
| 2024 | 19. Mistrzostwa Europy w lekkiej atletyce masters non-stadia                  | Porto Santo | chód na 20 km drużynowy M40, w drużynie z: Leszek Behounek, Tomasz Lipiec      | 2. miejsce | 6:00:31 |
| 2024 | 25. Mistrzostwa świata masters                                                | Göteborg    | chód na 10 km drużynowy M40, w drużynie z: Konrad Morawczyński, Piotr Siwiński | 1. miejsce | 2:45:20 |
| 2024 | Lusatian International Race-Walking Meeting – Masters Race Walking Grand Prix | Żytawa      | chód na 30 km M40                                                              | 1. miejsce | 3:18:53 |
| 2025 | 10. Halowe mistrzostwa świata masters                                         | Gainsville  | chód na 10 km drużynowy M40, w drużynie z: Krzysztof Czerski, Tomasz Lipiec    | 2. miejsce | 2:36:08 |

### Nordic walking

#### Open
| Rok  | Impreza                             | Miejsce     | Konkurencja             | Pozycja    | Wynik      |
| ---- | ----------------------------------- | ----------- | ----------------------- | ---------- | ---------- |
| 2021 | Mistrzostwa Polski w nordic walking | Kobylnica   | nordic walking na 23 km | 1. miejsce | 2:38:09,89 |
| 2022 | Mistrzostwa Polski w nordic walking | Puszczykowo | nordic walking na 20 km | 1. miejsce | 2:20:49    |

#### W kategoriach wiekowych
| Rok  | Impreza                                                      | Miejsce     | Konkurencja                     | Pozycja    | Wynik      |
| ---- | ------------------------------------------------------------ | ----------- | ------------------------------- | ---------- | ---------- |
| 2018 | Mistrzostwa Polski w nordic walking                          | Jastrowie   | nordic walking na 42,195 km M35 | 3. miejsce | 5:25:01,60 |
| 2021 | Mistrzostwa Polski w nordic walking                          | Biały Bór   | nordic walking na 42,195 km M40 | 3. miejsce | 4:56:53,25 |
| 2023 | Mistrzostwa Polski w nordic walking                          | Pleszew     | nordic walking na 22 km M40     | 3. miejsce | 2:34:23    |
| 2024 | 19. Mistrzostwa Europy w lekkiej atletyce masters non-stadia | Porto Santo | nordic walking na 10 km M40     | 2. miejsce | 1:13:20    |